# Ghiacciaio Victoria superiore
Il ghiacciaio Victoria superiore è un ghiacciaio lungo circa 12 km situato nella regione centro-occidentale della Dipendenza di Ross, in Antartide. Il ghiacciaio, il cui punto più alto si trova a circa 1300 m s.l.m., si trova in particolare all'estremità nord-occidentale della valle Victoria, tra l'estremità occidentale della dorsale St. Johns, a est, e il versante orientale del picco Sponsors, a ovest, dove fluisce verso sud-est, a partire da nevai posti a sud della dorsale Clare, attorno allo sperone Heaphy, fino a terminare il proprio corso poco all'interno della valle, alimentando il lago Victoria superiore.

## Storia
Il ghiacciaio Victoria superiore è stato così battezzato dai membri della spedizione di ricerca antartica svolta dall'Università Victoria di Wellington nel 1958-59 in onore della propria università e in riferimento al ghiacciaio Victoria inferiore, che occupa l'altra estremità della valle Victoria.